# Wayamboweg
Wayamboweg es uno de los seis ressorts en los que se divide el distrito de Saramacca, en Surinam. Se ubica en el extremo norte y ocupa toda la costa atlántica del distrito.
Limita al norte con el Océano Atlántico, al oriente con el distrito de Wanica, al sur con los ressorts de Jarikaba, Groningen, Tijgerkreek y Calcuta.
Para el 2004, Wayamboweg según cifras de la Oficina Central de Asuntos Civiles (CBB), tenía 1582 habitantes.